# Acraea ungemachi
Acraea ungemachi är en fjärilsart som beskrevs av Le Cerf 1927. Acraea ungemachi ingår i släktet Acraea och familjen praktfjärilar. Inga underarter finns listade i Catalogue of Life.